# لی آسکام
لی آسکام (انگلیسی: Lee Askham؛ زادهٔ ۲۵ فوریهٔ ۱۹۹۰) بازیکن فوتبال اهل بریتانیا است که در فصل ۲۰۰۸-۲۰۰۹ لیگ دو فوتبال انگلستان برای باشگاه فوتبال چسترفیلد بازی می‌کرد. 
وی همچنین در تیم‌های ملی فوتبال تیم ملی فوتبال زیر ۱۶ سال انگلستان و زیر ۱۷ سال انگلستان بازی کرده است.